# Saopha

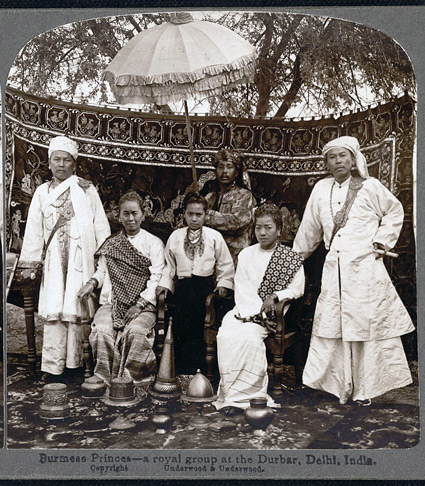
Due saopha shan al durbar di Delhi del gennaio 1903 per l'incoronazione a imperatore dell'India di Edoardo VII del Regno Unito

Saopha è un termine della lingua degli shan (in lingua birmana: sawbwa စော်ဘွား, trascriz. IPA: /sɔ̀ bwá/; chao fa in lingua thai: เจ้าฟ้า e in lingua lao: ເຈົ້າຟ້າ, letteralmente "signore dei cieli")) riferito al titolo regale dei sovrani ereditari nelle mong degli shan o di altri popoli ad essi correlati nei territori dell'odierna Birmania orientale e in quelli limitrofi, in particolare quelli dell'odierno Yunnan.

## Storia

### Durante i regni birmani
Dopo la sottomissione degli shan da parte di re Bayinnaung della dinastia di Toungoo nel XVI secolo, i saopha furono nominati dai sovrani di Birmania. Fu loro concessa autonomia nel governare il proprio territorio e dovettero giurare fedeltà alla corte birmana. Sotto il controllo della successiva dinastia Konbaung, nel 1765 erano 12 i territori shan amministrati da saopha e attorno al 1820 comprendevano 188 cittadine e 5 885 villaggi. Verso la metà del XVIII secolo, le autorità birmane imposero maggiore controllo sui territori dei saopha inviando truppe a presidiare la zona e imponendo nuovi tributi.

### Periodo coloniale

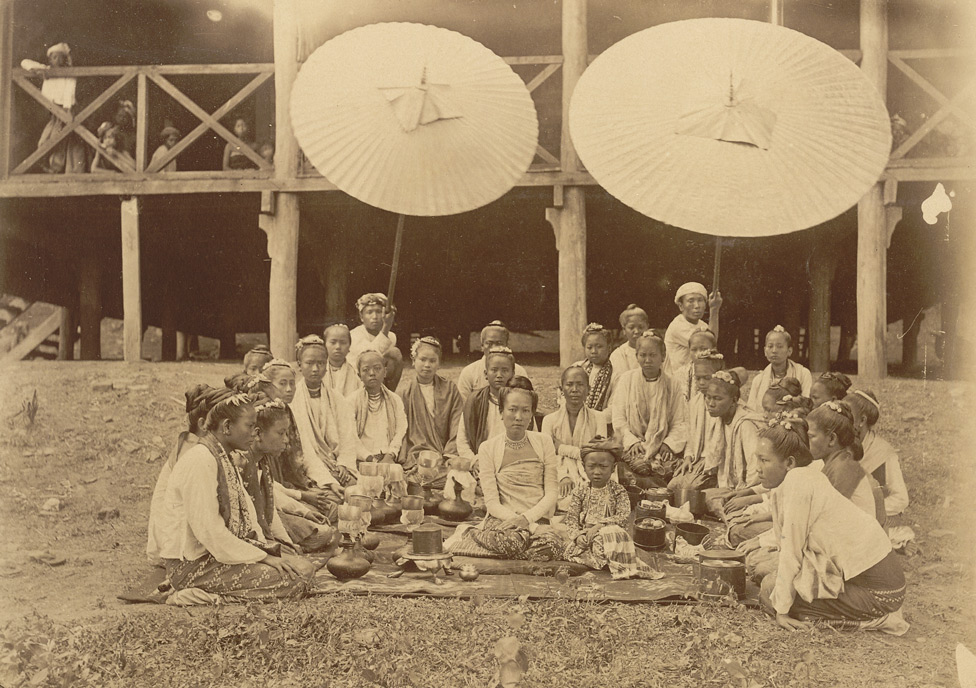
Famiglia del saopha di Wuntho, attorno al 1880

Il Regno di Birmania ebbe fine nel 1885 con la sconfitta per mano dei britannici nella terza guerra anglo-birmana. I colonialisti europei portarono sotto il proprio controllo i territori degli shan qualche anno dopo, ai saopha fu concesso di continuare a governare autonomamente le proprie mong sotto il controllo dei britannici e in cambio ne riconobbero la supremazia impegnandosi a mantenere la pace. Alcune mong minori furono assegnate alla giurisdizione di mong più grandi, altre furono abolite e altre ancora furono istituite. Circa il 35% delle entrate veniva inviato al governo coloniale.
Nel 1922 i britannici crearono la Confederazione degli Stati Shan e i poteri dei saopha furono sensibilmente diminuiti, i 40 Stati degli shan furono organizzati nelle tre unità di Stati Shan settentrionali, meridionali e orientali. Prima della seconda guerra mondiale vi erano 14 saopha che controllavano le mong più importanti, mentre quelle minori furono assegnate ad altri governatori di rango minore. Dopo la fine del conflitto, il 12 febbraio 1947 il delegato del governo birmano generale Aung San firmò con i saopha shan, i rappresentanti dei kachin, dei chin e delle autorità coloniali l'Accordo di Panglong, con il quale Aung San si impegnava a chiedere l'indipendenza per la Birmania, garantendo ampia autonomia a shan, kachin e chin. In luglio l'eroe nazionale e progressista Aung San fu assassinato e la politica dei birmani cambiò radicalmente.

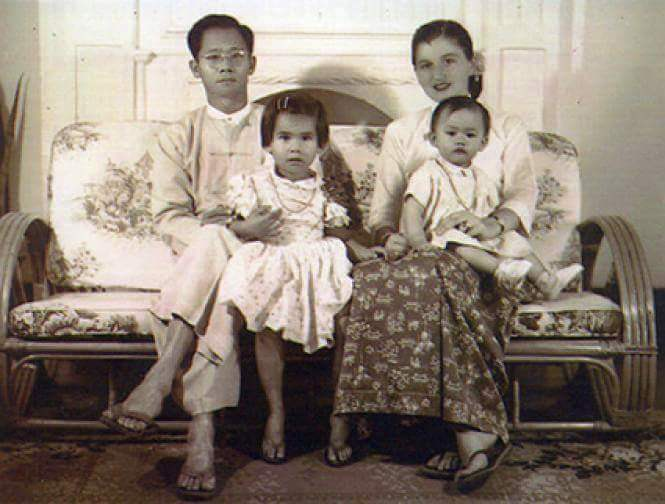
Sao Kya Seng, l'ultimo saopha di Hsipaw con la famiglia in un'immagine degli anni sessanta.

### Unione di Birmania
Nel 1948 i britannici concessero l'indipendenza e fu istituita l'Unione di Birmania. I nuovi vertici dell'esercito e del parlamento birmano, di ispirazione socialista, finirono per trattare con ostilità i saopha, che vedevano come un anacronistico residuo della storia medievale. Con la sconfitta nel 1949 dei nazionalisti cinesi di Chiang Kai-shek da parte dei comunisti di Mao Zedong, fuggitivi del Kuomintang invasero i territori shan con la copertura della CIA, creando enormi disagi alla popolazione e prendendo il controllo della produzione di oppio, che assunse proporzioni mai viste in precedenza e divenne il prodotto principale degli shan. In quel periodo i saopha si trovarono a fronteggiare nei propri territori anche la minaccia di diversi attivisti politici, che formarono movimenti ed eserciti di liberazione in funzione anti-governativa. Durante alcune manifestazioni locali, fu chiesto ai saopha di rinunciare al titolo
Nel 1959 i saopha aderirono alle richieste del primo ministro Ne Win e la loro carica fu abolita, l'ultimo saopha a mantenerla fu quello dei tai khün di Kengtung, che la perse quando fu arrestato assieme ad altri sovrani delle minoranze etniche durante il colpo di Stato del 1962 capeggiato dallo stesso Ne Win.